# Districtul Esztergom
Esztergom (în maghiară Esztergomi járás) este un district în județul Komárom-Esztergom, Ungaria.
Districtul are o suprafață de 537,26 km2 și o populație de 92.902 locuitori (2013).